# Louisa Aldrich-Blake
Louisa Aldrich-Blake (Waltham Forest, 5 agosto 1865 – Marylebone, 28 dicembre 1925) è stata un medico inglese, considerata come la prima donna inglese a conseguire una laurea e un master in medicina e chirurgia tra il XIX e il XX secolo. Louise Aldrich-Blake ebbe il merito di aver patrocinato l’opposizione alle donne nella professione. Divenuta un abile chirurgo, lasciò un segno indelebile anche durante il periodo della prima guerra mondiale lavorando, durante la guerra di Serbia, negli Scottish Women's Hospitals for Foreign Services.

## Biografia

### Gli inizi
Louisa Aldrich-Blake nacque a Chingford, Essex, nel 1865, figlia del Rev. Frederick James Aldrich-Blake e sua moglie Louisa Blake Morison. Essendo figlia di un rettore, la sua educazione si svolse inizialmente in casa tanto che, una volta abbandonata la campagna del Monmouthshire, si trasferì con la famiglia a Welsh Bicknor in Herefordshire. La sua formazione scolastica continuò poi al Cheltenham Ladies’ College dove superò l’esame scientifico preliminare di medicina e chirurgia. Nel 1887 entrò alla London School of Medicine for Women (Royal Free Hospital), iniziando la sua carriera accademica.
Nel 1889 superò l'esame intermedio in Medicina e nello stesso anno vinse premi per l'anatomia, fisiologia pratica e chimica organica. Nei tre anni successivi ottenne in più riconoscimenti nella patologia, medicina e chirurgia generale e ostetricia operativa.
Nel 1892 superò l'esame per il diploma di Bachelor of Medicine dell'Università di Londra ottenendo il massimo dei voti in medicina ed ostetricia. Nel 1893 si diplomò con lode, ottenendo nello stesso anno il riconoscimento della medaglia d'oro dell'Università di Londra; conseguì inoltre i titoli di MD Lond. nel 1894 e M.S Lond nel 1895, diventando la prima donna a ricevere il Master in Chirurgia.
Dal 1895 al 1925 ricoprì successivamente la carica di assistente, chirurgo ordinario e senior presso l'Elizabeth Garrett Anderson Hospital, nonché di anestesista (1895-1906) e chirurgo consulente (1919-22) presso il Royal Free Hospital.
Louisa Aldrich-Blake si qualificò in un momento in cui l'opposizione alle donne nella professione era ancora molto marcata e anche qui fu una fonte di ispirazione e forza per la causa. Si impegnò affinché i suoi risultati venissero giudicati secondo gli stessi standard di quelli di un uomo; esercitando la sua professione riuscì ad abbattere la segregazione orizzontale e verticale delle donne nei domini occupazionali maschili,  nonostante il suo scopo principale fosse fare un buon lavoro e non combattere la causa dell’emancipazione femminile. Così come ci riportano le testimonianze del defunto chirurgo, Elizabeth Garret Anderson: “combattere non era nella sua natura, pensava di poter certamente resistere e tenere duro contro l'opposizione, e questo senza alcun rancore per coloro che la combattono; si aspettava che la verità vincesse attraverso il suo stesso peso.”

### Carriera
Nel 1887, all’età di 22 anni, la dottoressa Aldrich-Blake si iscrisse alla London School of Medicine for Women. Ottenne una medaglia d'oro per la chirurgia nel 1893 e nel 1894 fu la prima donna ad ottenere un Master of Surgery nella storia della medicina inglese. A seguito del conseguimento della laurea e del master, la neo-qualificata dottoressa Aldrich-Blake nel 1894 divenne anche assistente chirurgo presso il New Hospital for Women, composto da sole donne. Fu inoltre la prima donna ad essere specialista chirurgica nel 1985 presso il Royal Free; successivamente divenne chirurgo ordinario nel 1902 e chirurgo senior nel 1910, incarico che lasciò solo all'inizio del 1925, ma vi rimase operando nello staff di consulenza. La dottoressa Aldrich-Blake fu anche meritevole di lode poiché fu uno dei primi chirurghi in Gran Bretagna a realizzare un intervento chirurgico innovativo per trattare il carcinoma della cervice uterina.

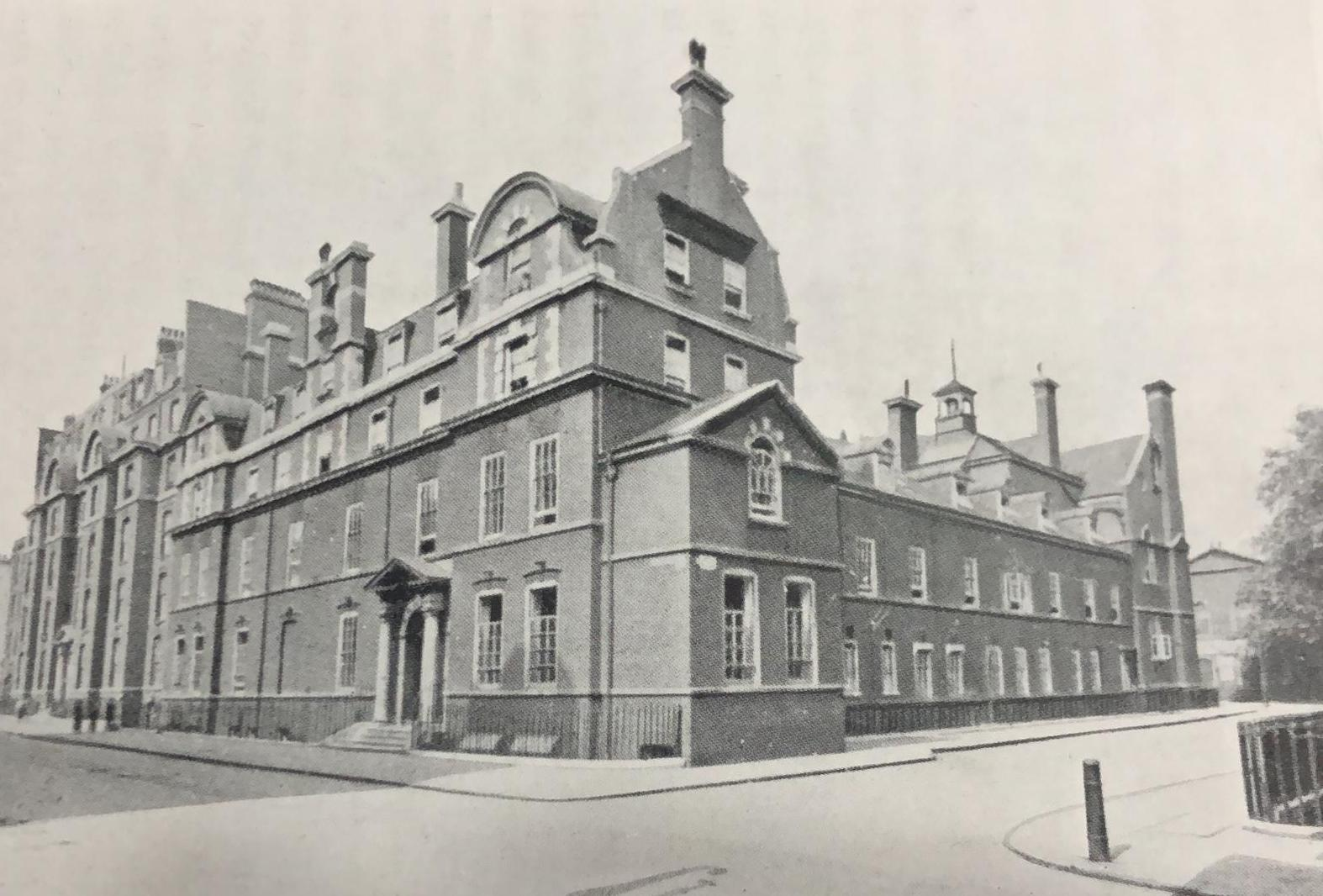
The London (Royal Free Hospital) School of Medicine for Women. Hunter Street, Londra (1874)

Nel 1903 Aldrich-Blake pubblicò tre articoli scientifici: il primo per la Practitioner's Encyclopedia of Midwifery and Diseases of Women chiamato “Il dolore come sintomo di problemi pelvici”  e un testo sull’ "Escissione addomino-perineale del retto con un nuovo metodo", entrambi annoverati sul British Medical Journal; il terzo documento discuteva invece di un nuovo trattamento per il cancro della cervice uterina. Inoltre, la dottoressa ottenne il primato nel ricoprire incarichi nell'assistenza medico-chirurgica, nelle vesti di anestesista e docente di anestesia al Royal Free Hospital di Hampstead; dopo la guerra divenne consulente del Royal Free Hospital.
Nel febbraio 1906, la signorina Aldrich-Blake fu nominata vice-preside della London School of Medicine for Women e nel 1914, essendo una convinta sostenitrice dell’educazione medica, venne promossa a preside; durante il suo operato, in particolare nel periodo della prima guerra mondiale, il Decano registrò un raddoppio degli studenti poiché, un numero crescente di donne, forti dei successi raggiunti da Louisa, provarono ad intraprendere la carriera medica. Nelle vesti di preside, si impegnò nella realizzazione del memoriale del giubileo della London School of Medicine for Women, vale a dire, l'istituzione di tre cattedre.

#### Gli anni della Grande Guerra
Nel 1914 Aldrich-Blake, con lo scoppio della prima guerra mondiale, prestò servizio attivo nelle vesti di aiutante medico. Successivamente iniziò a svolgere doppi compiti: presso il Royal Free, coprendo i turni dei chirurghi maschi, e volontariato negli ospedali militari in Francia e Belgio, consentendo così ai chirurghi dell’esercito britannico di prendersi un congedo.
Nel maggio del 1916, di sua iniziativa, si recò in Francia e trascorse le sue vacanze con la Croce Rossa anglo-francese, lavorò in un ospedale da campo vicino a Parigi.
L’emergenza sanitaria costrinse Aldrich Blake a contattare tutte le donne iscritte all'albo dei medici in Inghilterra chiedendo loro di attivarsi; tra l’agosto e settembre del 1916, a seguito delle numerose risposte positive ricevute, ottanta donne furono inviate agli ospedali di Malta, Egitto e Salonicco. Inoltre, equipaggiò un gruppo di donne medico che erano pronte ad andare a Bruxelles, ma, poiché alla fine si rivelò impossibile istituire un ospedale lì, l'unità iniziò a lavorare a Tourlaville, vicino a Cherbourg.
Nell’ottobre dello stesso anno, Louisa, dopo aver saputo dal Ministero della Guerra che altre cinquanta donne medico erano necessarie per il servizio con il RAMC negli ospedali inglesi, si impegnò per un secondo reclutamento; anche in questa circostanza, numerose furono le risposte favorevoli.
Mentre assistette ed equipaggiò i militari durante gli anni della guerra, non smise di lavorare al Royal Free Hospital, anzi, svolse un doppio lavoro, sul campo e nell'ospedale cittadino fino al ritorno dei chirurghi regolari nel 1919.

#### Gli anni dopo la Guerra
Nonostante le distinte cariche che ricoprì altrove, la signorina Aldrich Blake continuò per molti anni a lavorare come assistente presso l’Hospital di Canning Town, e continuò ad organizzare distaccamenti all’estero per le volontarie che risposero favorevolmente al servizio.
Nel 1919 divenne chirurgo consulente presso il Free Hospital, tra i suoi primi provvedimenti ci fu l’aumento dei posti letto dell'ospedale stesso e l’introduzione del reparto di ostetricia, di cui poi diventerà vicepresidente nel 1924, richiamando così l’attenzione su un’area medica trascurata. Interruppe il suo lavoro come chirurgo solo circa un mese prima della sua morte.
Fu anche chirurgo in visita presso il W.A.A.C Hospital di Isleworth, e ricoprì la carica di consulente chirurgo per due pazienti donne all'Herbert Hospital Woolwich.
Fu inoltre membro del Comitato di Accoglienza che aveva stipulato degli accordi in connessione con l'apertura della “Nuova casa dell'Associazione" a Londra, e in tale occasione venne presentata al Re e alla Regina durante la cerimonia del 13 luglio.

### Vita privata
Riguardo alla sua vita sentimentale, non si sa molto. Lord Riddell intervistò Aldrich Blake, e scrisse che per quanto egli abbia potuto scoprire, probabilmente non ebbe mai una storia d’amore.Attraverso le testimonianze di Louisa Martindal è noto che Louisa Aldrich-Blake ebbe un’amica speciale poiché Martindal, in un testo che scrisse, menzionò una studentessa d'arte ; questa descrizione sembrerebbe essere proprio quella di Rosamund Wigram, che visse con lei dal 1915 fino alla morte prematura di Louisa nel 1925. Questa convivenza e amicizia suscitò non pochi dubbi; infatti all’inizio del XX secolo non era consuetudine per le donne vivere insieme in coppia, la convivenza era socialmente accettata solo per ragioni economiche. Questa impostazione avrebbe consentito alle donne di vivere insieme ai loro partner, dello stesso sesso, senza doversi dichiarare “sessualmente devianti” ed essere pubblicamente ostracizzate. Tuttavia, non c’è alcuna indicazione che Rosamund e Louisa fossero partner.

### Morte
Aldrich-Blake morì di cancro il 28 dicembre 1925 nella sua casa di Notthingam Place, Marylebone dopo aver subito diverse operazioni nelle settimane antecedenti la morte. Fino a un mese prima della morte prestò servizio al Royal Free Hospital ed una settimana prima di spegnersi partecipó ad una riunione del consiglio scolastico. La sua vita venne celebrata con un memoriale il 1º gennaio dalla London School of Medicine for Women, mentre il funerale si tenne presso la chiesa di St Pancras a Londra il giorno di capodanno del 1926. Dopo la cremazione le ceneri vennero portate a casa di Dame Louisa a Welsh Bicknor, Ross, Herefordshire. La sua carriera venne celebrata con una mostra al The London School of Medicine for Women dalla regina, ed al servizio funebre parteciparono rappresentanti di molte istituzioni.

## Onorificenze

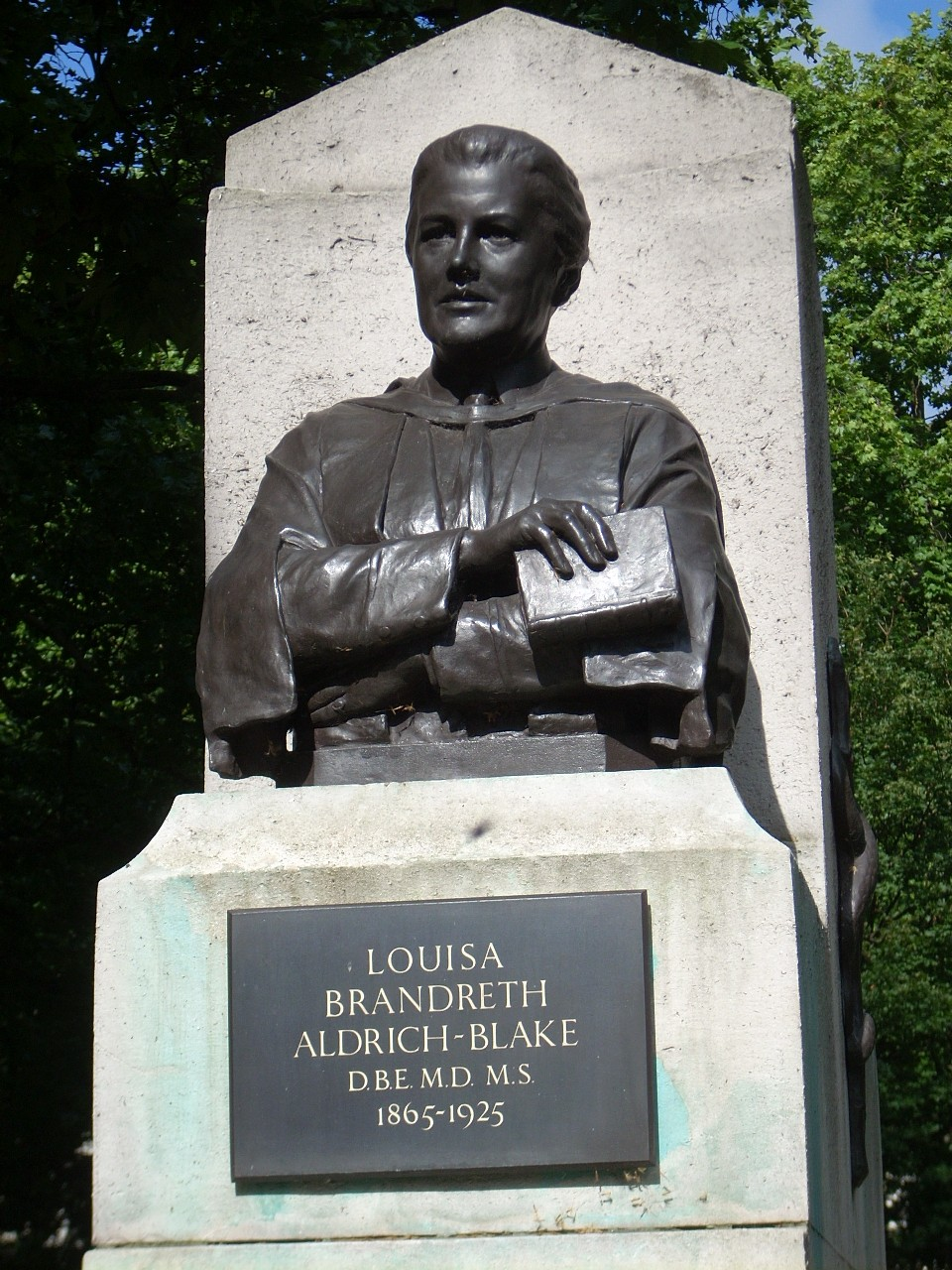
Memoriale Louisa Aldrich-Blake, Tavistock Square, Londra

Nell'anno della sua morte fu nominata Dama Commendatore dell'Ordine dell'Impero Britannico nella lista degli onori di Capodanno nel 1925.

## Riconoscimenti
La collezione Dame Louisa Brandreth Aldrich-Blake si trova nel Centro degli archivi del Royal Free Hospital.
Il suo memoriale venne costruito nel 1927 da George Walker in Tavistock Square a Londra - vicino alla sede della British Medical Association. Il monumento presenta due busti identici di bronzo e una targa che cita gli incarichi da lei occupati.
La sua carriera è stata evidenziata in una mostra nel 2015 allo Science Museum; fortemente legata al servizio prestato sul fronte durante la prima guerra mondiale, in cui eseguì innumerevoli interventi chirurgici in prima linea.

## Opere principali
- Escissione addomino-perineale del retto con un nuovo metodo, Londra, British Medical Journal, 19 Dicembre 1903.
- Il dolore come sintomo di problemi pelvici, in Practitioner's Encyclopedia of Midwifery and Diseases of Women, Londra, 1918.[15]